# Rauna
Rauna  est une localité de Lettonie, située dans les collines de Vidzeme à 20 km de Cēsis. C'est le centre administratif de la municipalité de Rauna.

## Histoire

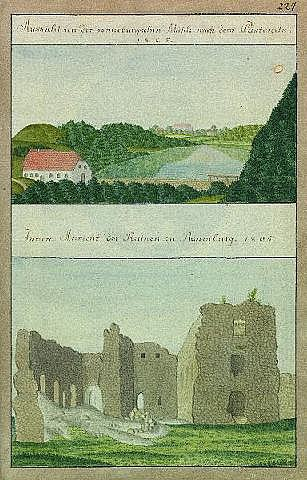
Page du livre de Johann Christoph Brotze représentant les ruines du château de Rauna.

Sur la rive droite de la rivière Rauna sur la colline de Tannis au 1er millénaire  av. J.-C. habitaient les Finnois de la Baltique, mais environ au 600,  les latgaliens y sont arrivés. Le château de  Rauna était situé près de la grande route commerciale qui menait de la vallée de Gauja aux terres de Pskov et Novgorod. Les bords du château à cette époque étaient fortifiés avec deux murs parallèles de rondins de chêne, distants de 2 mètres, entre lesquels se cachaient des rochers. Une superstructure spéciale s'est élevée au-dessus des murs et il y a eu plusieurs bâtiments en rondins à l'intérieur des fortifications.
Au Moyen Âge, Rauna était l'un des centres les plus importants de Livonie.
Sous l'Empire russe, le 1er septembre 1762, l'impératrice Catherine II en fait cadeau à son conseiller Hermann Karl Keyserling (1696-1765). Plus tard, le château a appartenu au comte Grigori Orlov, à la famille Berens von Rautenfeld, et à Bernhard Christian Klein qui a ouvert à Rauna une papeterie. En 1821, la famille von Wulf a acquis les droits de propriété sur le château de Rauna et ses terres. La vente des terres de Rauna aux agriculteurs a commencé dans la seconde moitié des années 1860. En 1910, le terrain appartenant au château de Rauna a été acheté a la famille von Wulf par la Banque agricole russe.
À l'époque soviétique, le village était le centre du conseil du village Raunsky du district de Cesis. Dans le village se trouvait la ferme collective Octobre Rouge.

## Population
Rauna compte 1 328 habitants (2015).

## Monuments
- Eglise luthérienne de Rauna
- Colline de Tanis de Rauna
- Ruines du château de Rauna datant du XIV-XVI siècles constituent l'attraction principale du village.

## Galerie

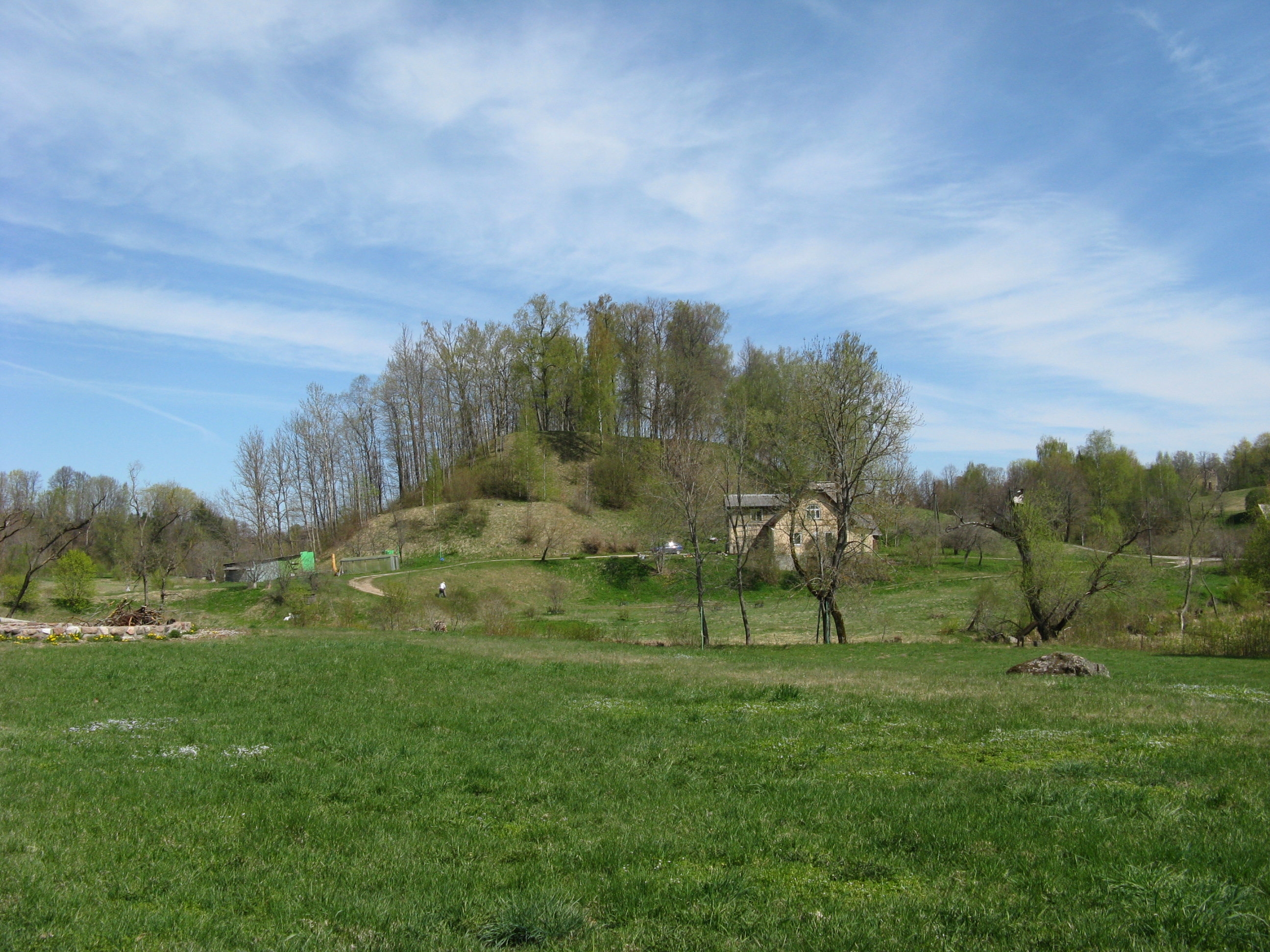
Colline de Tanis de Rauna.
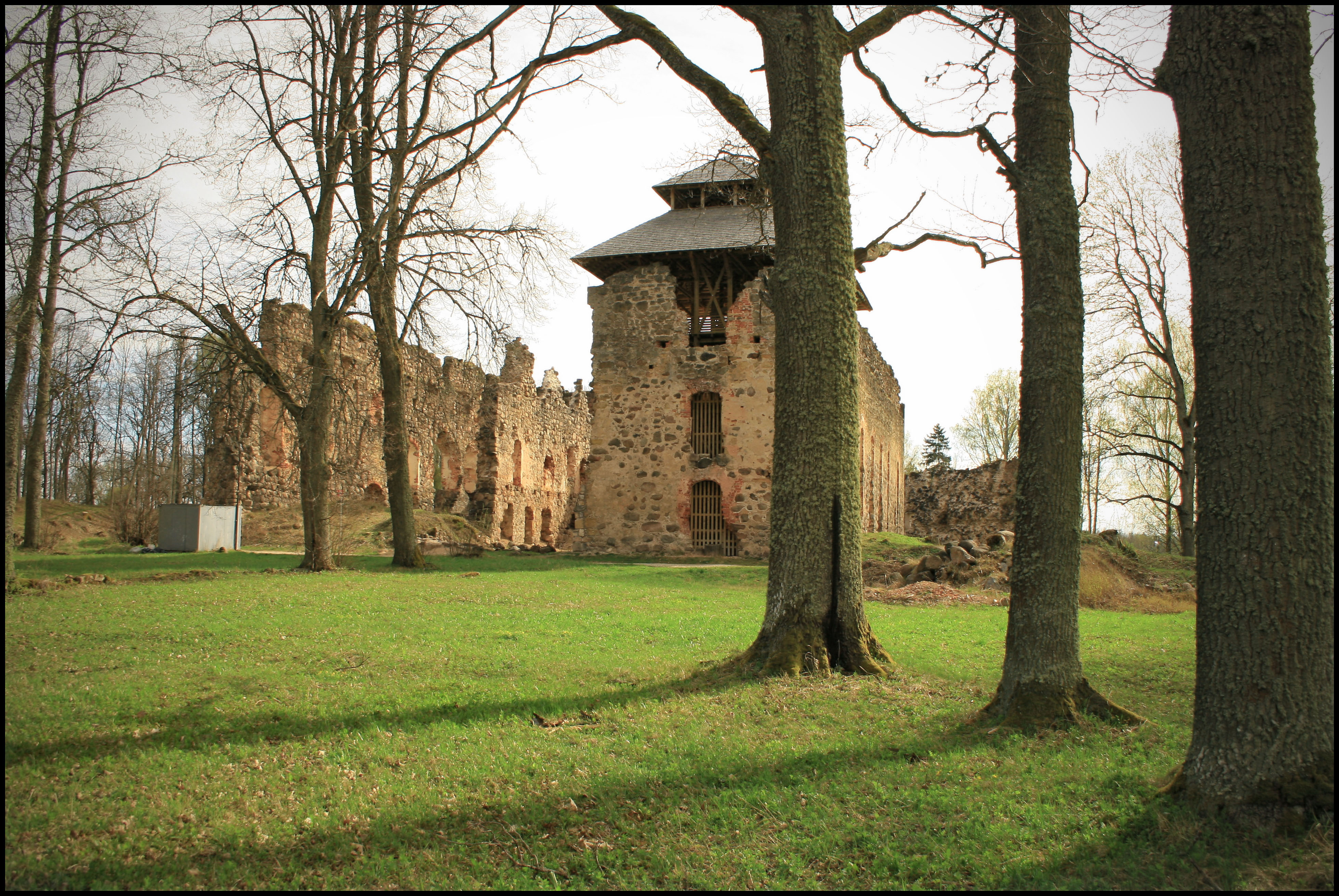
Ruines du château de Rauna.
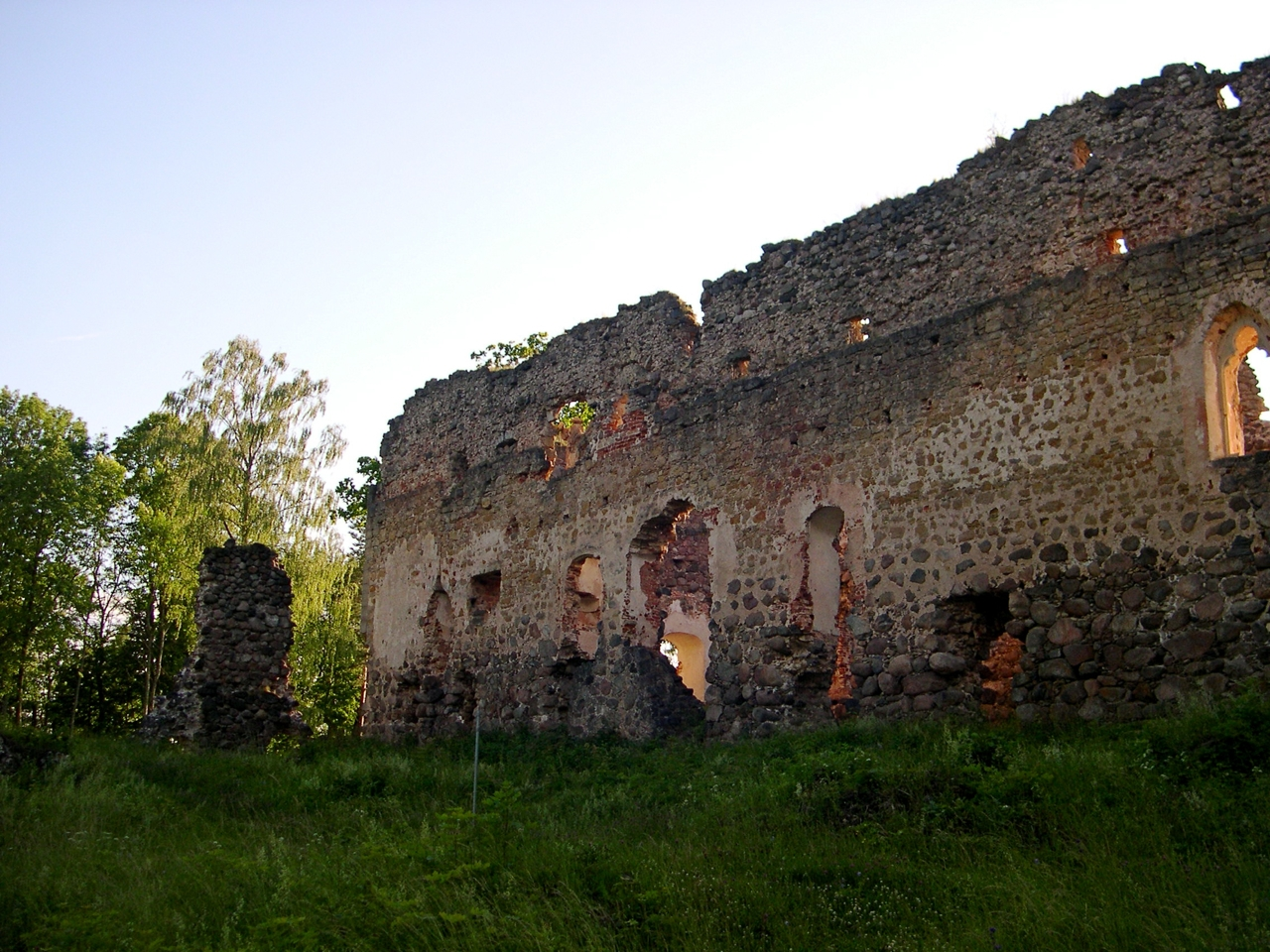
Mur du château de Rauna.
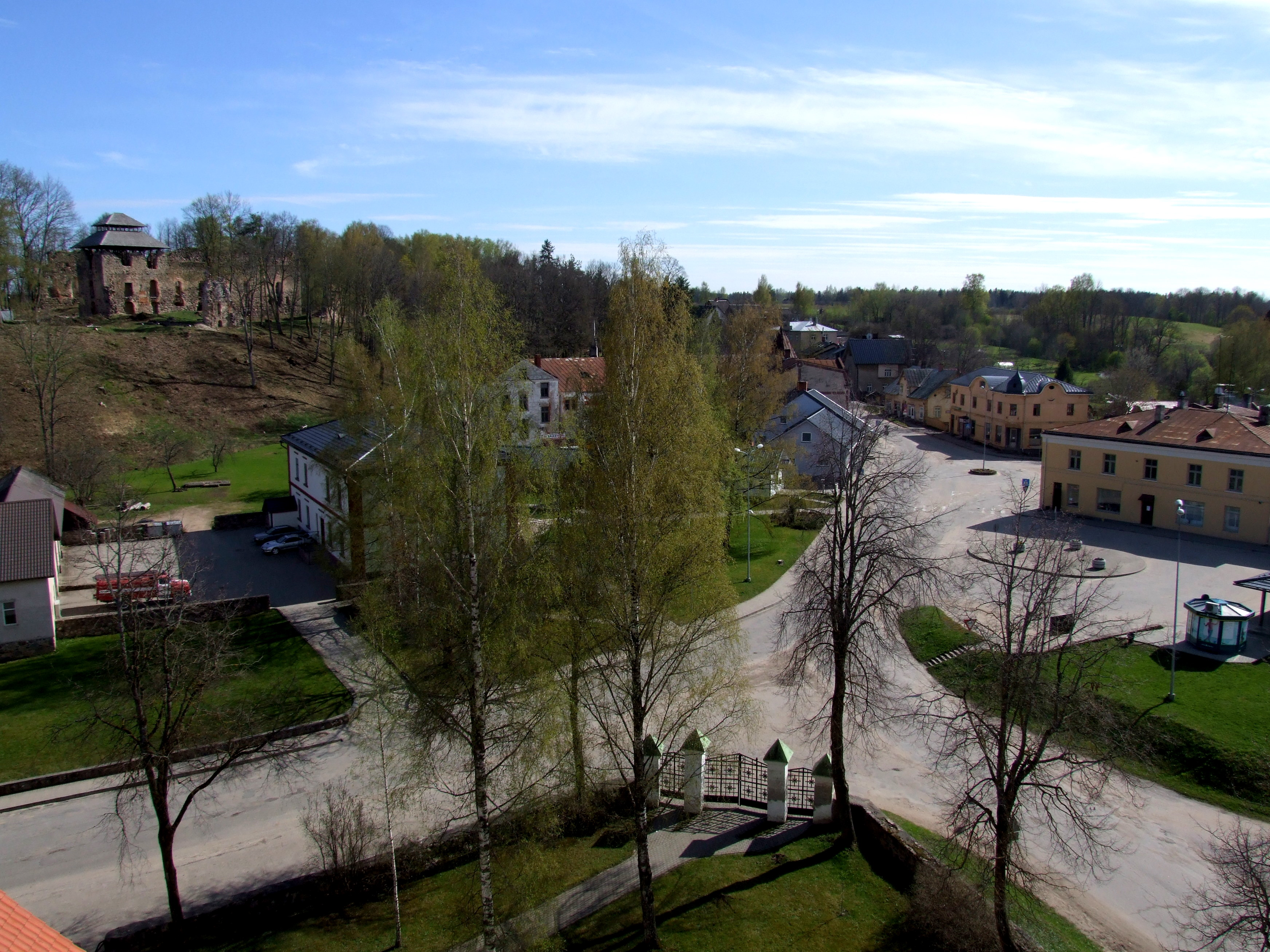
Vue sur Rauna.
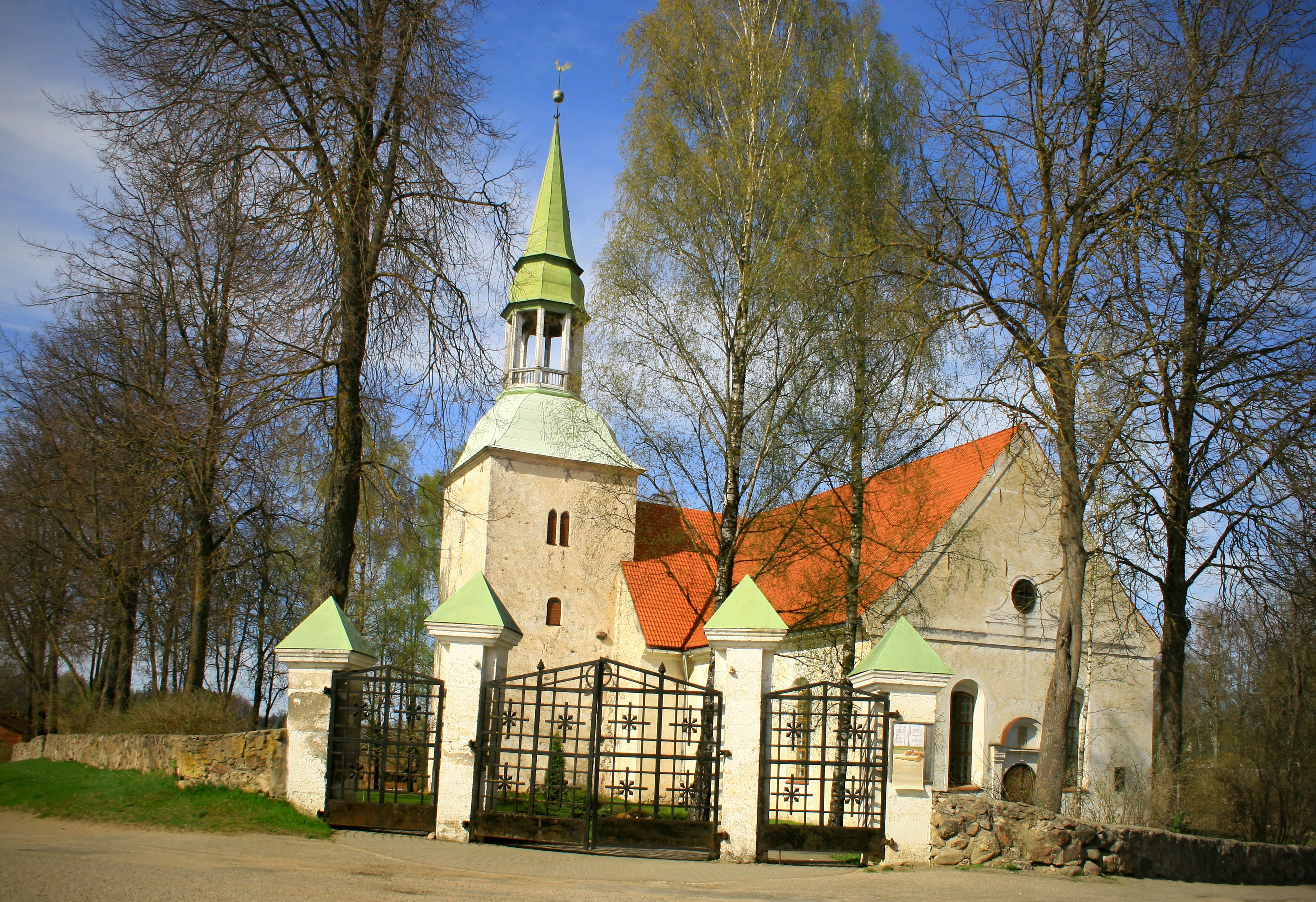
Eglise de Rauna.